# Magyar ujság (dnevni list, Osijek)
Magyar ujság je bio hrvatski dnevnik iz Osijeka na mađarskom. Ove novine su počele izlaziti 1921., a prestale su izlaziti 1922.
Uređivao ga je M. Aleksandrov.